# آمونیوم آرسنات
آمونیوم آرسنات (به انگلیسی: Ammonium arsenate) با فرمول شیمیایی AsH۱۸O۷N۳ یک ترکیب شیمیایی است. که جرم مولی آن ۲۴۷٫۱ g/mol می‌باشد. 